# 小行星3896
小行星3896（英語：3896 Pordenone）是一颗围绕太阳公转的小行星。1987年11月18日，J. M. Baur在基翁斯发现了此天体。
这颗小行星的绝对星等为315.24190等。